# Johan Kooper

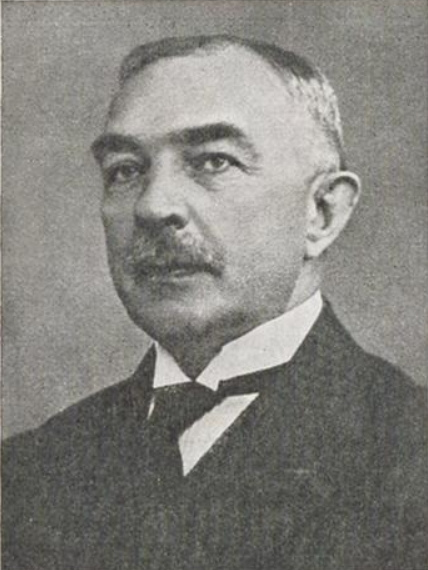
Johan Kooper (1876-1939)

Johan Kooper (Den Haag, 8 augustus 1876 - Groningen, 5 september 1939) was een Nederlands waterbouwkundige en drinkwateringenieur. Hij werkte, na zijn studie aan de KMA te Breda, sinds 1912 bij de Rijksdrinkwatervoorziening in Groningen. Sinds 1915 in dienst van de provinciale waterstaat in Groningen als hoofdingenieur. 

## Militaire carrière
Kooper werd op 8 Augustus 1876 te 's-Gravenhage geboren en werd in 1892 benoemd tot Cadet der Genie aan de Koninklijke Militaire Academie te Breda. In 1896 verliet hij de K.M.A. en werd  geplaatst bij het Korps Genietroepen te Utrecht. Zijn bevordering tot 1e-luitenant volgde in 1899, terwijl hij in 1907 tot kapitein werd benoemd. Op 25 november 1913 kreeg hij op zijn verzoek eervol ontslag uit  militaire dienst, met gelijktijdige aanstelling tot reserve-kapitein. Als reserve-officier doorliep Kooper de rangen van majoor en luitenant-kolonel. Ten slotte werd hij op 8 augustus, met de titulaire rang van kolonel, eervol ontslagen.
Bij het Korps Genietroepen werd Kooper belast met de ongewone en moeilijke opdracht tot het ontwerpen van een nieuwe wijze voor het vernielen van bruggen, waarbij rekening moest worden gehouden met het draagvermogen van ijzerconstructies, die boven de elasticiteitsgrens waren belast. Spoedig daarna legde het Inundatiebureau van de Hollandsche Waterlinie beslag op zijn kennis en werkkracht. Onder de belangrijke militaire bouwwerken, waaraan Kooper zijn krachten heeft gewijd, behoren: de forten Krommeniedijk en Markenbinnen en de kazernementen voor bereden artillerie te Ede en voor cavalerie te Tilburg. Bij de mobilisatie in augustus 1914 als reserve-kapitein onder de wapenen geroepen, werd hij aanvankelijk geplaatst in de stelling van het Hollandsch-Diep en verleende later belangrijke medewerking aan de oprichting en organisatie van het Centraal-Inundatiebureau te 's-Gravenhage.

## Drinkwater in Groningen
Met ingang van 1 juni 1912 was Kooper benoemd tot tijdelijk ingenieur bij de toenmalige Staatscommissie voor Drinkwatervoorziening en ter beschikking gesteld van Gedeputeerde Staten van Groningen, tot het maken van een plan voor de drinkwatervoorziening van deze provincie. Bij de overgang van de Staatscommissie in het Rijksbureau werd hij aan dat bureau verbonden. Van zijn opdracht in Groningen kweet hij zich op voortreffelijke wijze. Zijn in 1913 verschenen: „Rapport inzake een centrale Drinkwatervoorziening van de Provincie Groningen", was een baanbrekend werk op dit gebied.  Van het door Kooper ontworpen plan kwam echter door het uitbreken van de Eerste Wereldoorlog niets terecht. Pas in 1925 werd door het Rijksbureau in nauw contact met het provinciaal bestuur, een beperkt plan in studie genomen. Kooper heeft het echter nog mogen beleven, dat ten slotte het plan voor de drinkwatervoorziening voor de hele provincie is uitgevoerd.

## Hydrologisch onderzoek
Na de voltooiing van dit rapport werd hij bij het Rijksbureau vooral belast met het geo-hydrologisch onderzoek van de duinen. Van wetenschappelijke zin getuigen in deze periode een tweetal bijdragen van zijn hand in de jaarverslagen van het Rijksbureau over 1913 en 1914: „Beweging van het water in den bodem bij onttrekking door bronnen", en „Aard en wording van den tegenwoordigen hydrologischen toestand van den (Schoorlschen) duin-ondergrond". Deze rapporten zijn door hem samengevat in twee artikelen in De Ingenieur. In deze rapporten geeft hij een oplossing voor volkomen en onvolkomen putstroming en een oplossing voor radiale stroming in een oneindige aquifer afgedekt door een ondoorlatende laag. Later wordt deze oplossing bekend als de formule van De Glee, maar die is niet de eerste die deze formule afleidde. In augustus 1914 werd hij als reserve-kapitein der Genie gemobiliseerd, maar hij vroeg en kreeg hij met ingang van 1 juni 1915 eervol ontslag in verband met zijn benoeming tot hoofdingenieur van de Provinciale Waterstaat van Groningen.

## Provinciale waterstaat
Voor de vervulling van deze vacature solliciteerde Kooper pas op het laatste ogenblik; hij werd slechts met één stem meerderheid benoemd. Toen Kooper begon, was de taak van een hoofdingenieur bij de provincie Groningen omvangrijk, maar die is tijdens zijn ambtsvervulling nog aanmerkelijk uitgebreid. Behalve het geregelde technisch toezicht op de waterschappen en de gemeenten, dat in Groningen vanwege het provinciaal bestuur zeer intensief wordt uitgeoefend, werden de voorbereiding en uitvoering van talrijke grote en belangrijke werken aan hem toevertrouwd. Deze werken dragen bijna alle een persoonlijk stempel, omdat hij zijn vakgebied niet alleen theoretisch en practisch volkomen beheerste, maar ook had hij een grote administratieve kennis en zin voor scherpe en juiste formuleringen. Voor de werken die door de Provinciale Waterstaat van Groningen worden uitgevoerd gelden afzonderlijke Algemene Voorschriften, afwijkend van de A.V. van Rijkswaterstaat. Deze Algemene Voorschriften zijn door Kooper ontworpen; en vele aannemers en arbiters hebben dikwijls ervaren, dat er „geen speld was tussen te krijgen".
Na de stormvloed van 1916 werden aan de hand van een door hem uitgebracht rapport de zee- en slaperdijken van Groningen verhoogd en verbeterd. De indijking van de Carel Coenraadpolder, de Julianapolder en de Kerkvoogdijpolder kwamen onder zijn leiding tot stand. Ook vorderden de landaanwinningswerken in de Dollard en in het westen van de provincie geregeld zijn aandacht. Bij die werken werd het Sleeswijk-Holsteinse systeem toegepast. Deze steunde op uitgebreide studies en waarnemingen van de water- en slibbeweging Daarmee wist Kooper goede resultaten te bereiken zelfs op plaatsen, waar vroegere pogingen een negatieve uitkomst hadden gegeven.

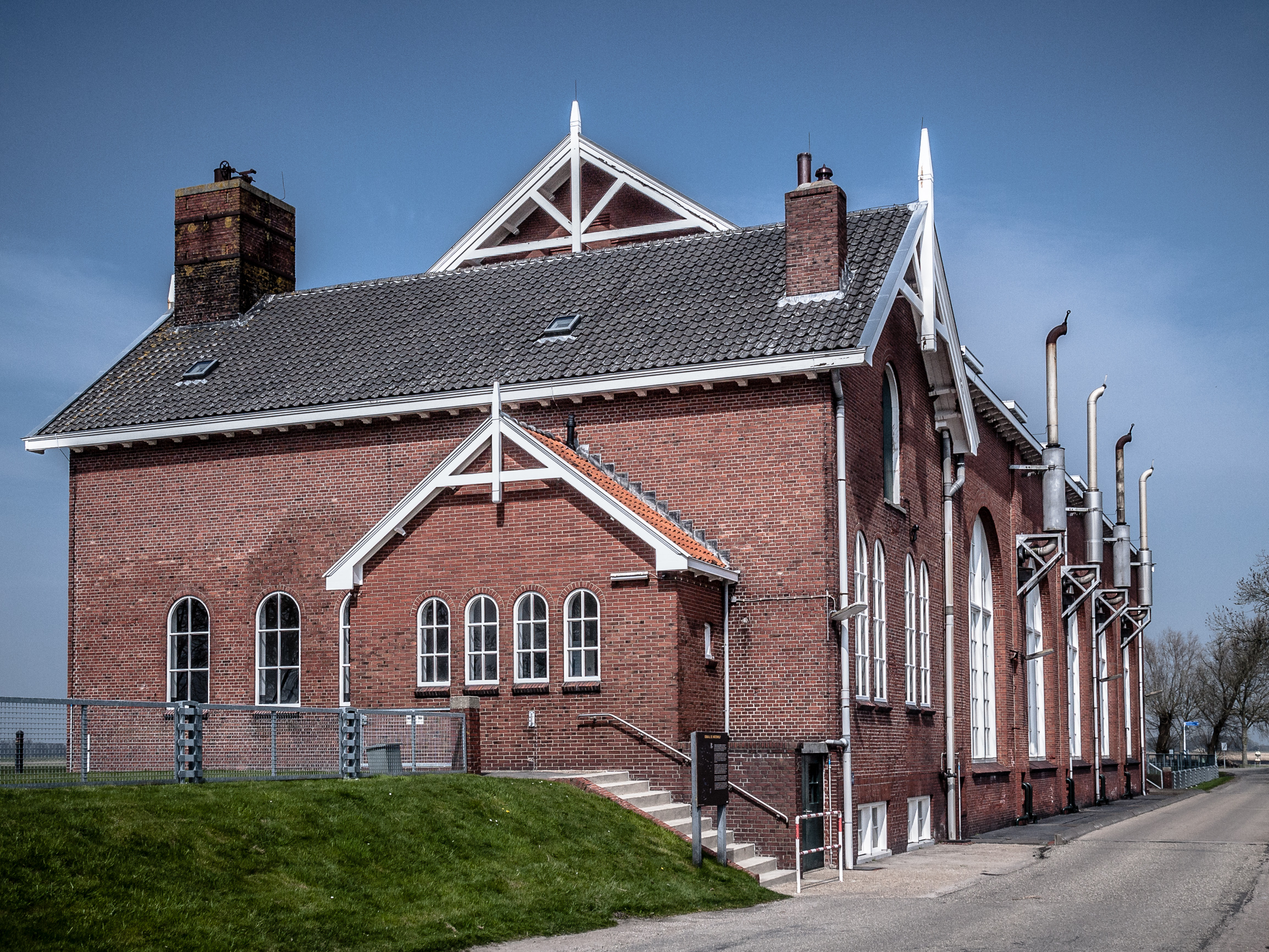
De Waterwolf

Zeer belangrijk ook is Kooper's aandeel in de totstandkoming van het bemalingswaterschap „Electra", dat in de afwatering voorziet van de waterschappen Hunsingo, Westerkwartier en Reitdiep, met een gezamenlijke oppervlakte van ruim 67.000 ha en van nog ruim 27.000 ha in Drenthe gelegen gronden. Het boezemgemaal van „Electra" (dit heet nu "De Waterwolf") met 4 schroefpompen, elk met een wateropbrengst van ongeveer 950 m3 per minuut, bij een opvoerhoogte van 1,75 m, is een merkwaardig staaltje van durf en ingenieurskunst.
Nadat Kooper in samenwerking met zijn ambtgenoot van Friesland, ir. D. F. Wouda en de toenmalige hoofdingenieur-directeur van Rijkswaterstaat te Leeuwarden, ir. J. P. van Vlissingen, in 1929 een plan had uitgewerkt, is ten slotte de zo hoog nodige verbetering van de vaarweg van Groningen naar het IJsselmeer doorgezet. Het Groningse gedeelte van het kanaal is onder zijn leiding geheel gereed gekomen. In aansluiting hiermede heeft hij plannen ontworpen voor de verbetering van de kanalen van Groningen naar de veenkoloniën en naar de Nieuwe Staten Zijlen; deze plannen werden in de 40-er jaren van de 20e eeuw met Rijkssubsidie uitgevoerd.
Kooper in belangrijke mate betrokken geweest bij de overdracht aan Rijk en Provincie van gemeentelijke wegen en kanalen (in beheer bij de gemeente Groningen) die buiten de gemeente lagen (zelfs sommige in Drenthe). Voor de uitbreiding van de haven van Delfzijl, waarvan de exploitatie bij de Provincie berust, heeft Kooper een aantal plannen gemaakt en ten dele uitgevoerd.
Al heel lang voor het tot stand komen van de Wegenbelastingwet werd in Groningen, op initiatief van Kooper, de systematische verbetering van het provinciale wegennet ter hand genomen en werd in die provincie een weggeld-verordening ingevoerd. In korte tijd werden toen de rijbanen stofvrij gemaakt en op een breedte van 5 m gebracht, terwijl de bruggen geleidelijk werden versterkt. Deze wijze van wegverbetering bleek in verband met het steeds groeiende autoverkeer op den duur niet afdoende en toen — ten gevolge van de later getroffen wettelijke regelingen — ook ruimere geldmiddelen dan in het beging beschikbaar waren, deed Kooper het voorstel tot een meer grondige hervorming van het wegennet. Met de uitvoering van dit plan is kort voor de Tweede Wereldoorlog een aanvang gemaakt. Ook heeft hij zich intensief bemoeid met het vliegveld Eelde. 
Hij had een neiging, om nieuwe of in Nederland weinig gebruikelijke oplossingen te kiezen en van gangbare methoden af te wijken. In dit verband vallen op:
- de nieuwe sluis te Gaarkeuken met twee gekoppelde kolken, roldeuren, afgehangen aan een wipbalk[2], en overspannen door een strauss-basculebrug
- de Driewegsluis, welke van het Damsterdiep (Fivelingo) toegang geeft zowel tot den boezem van het Eemskanaal als tot de boezem van Hunsingo
- de bouw van ophaalbruggen met één hameistijl en niet-symmetrisch grondvlak, van scheve basculebruggen, van hefbruggen op poten in plaats van met torens, van pontondraaibruggen
- de toepassing van gewapend metselwerk

Ook buiten zijn ambt werd herhaaldelijk een beroep op de medewerking van Kooper gedaan; zo was hij onder meer: lid van de Staatscommissie „Zuiderzee" (commissie Lorentz), lid van de Zuiderzeeraad, lid van de Commissie P8 voor de Normalisatie van Keuringsvoorschriften voor Asfalt en Teer, een paar keer bestuurslid van de afdeling voor Bouw- en Waterbouwkunde van het Koninklijk Instituut van Ingenieurs, en van het bestuur van de vereniging „het Nederlandsche Wegencongres" en ook gedurende enige tijd voorzitter van de Groningse Ingenieursvereeniging. Hij was ook lid van het Bataafsch Genootschap der Proefondervindelijke Wijsbegeerte te Rotterdam en van de Professoren-Debating-club in Groningen. De waardering voor zijn werk kwam onder meer tot uiting door zijn benoeming tot Ridder in de Orde van de Nederlandse Leeuw.

## Publicaties van Johan Kooper
- Rapport inzake een centrale Drinkwatervoorziening van de Provincie Groningen (1913)
- Kooper, J.  (19-09-1914). Beweging van het water in den bodem bij onttrekking door bronnen (1). De Ingenieur  29 (38)
- Kooper, J.  (26-09-1914). Beweging van het water in den bodem bij onttrekking door bronnen (2). De Ingenieur  29 (39)
- Nadere beschouwingen over de drinkwaterleiding: maart 1914
- NOTA betreffende den te verwachten invloed van de afsluiting van de Zuiderzee of de waterhoogten langs de Friesche en Groninger kusten (1918)
- Het waterstaatsverleden van de provincie Groningen (1939)

Enkele relevante rapporten van zijn hand:
- de bemaling van het Oldambt
- de bemaling van Duurswold
- het kanaal Zuidbroek—Delfzijl
- de afwateringsverhoudingen in de Groningsche boezemgebieden.

- Bibliothèque nationale de France: cb156530626 (data)
- Biografisch Portaal: 14441701
- International Standard Name Identifier: 0000 0003 9461 1963
- Virtual International Authority File: 189006830